# Anevrina consanguinea
Anevrina consanguinea är en tvåvingeart som först beskrevs av Friedrich Hermann Loew 1872.  Anevrina consanguinea ingår i släktet Anevrina och familjen puckelflugor. Inga underarter finns listade i Catalogue of Life.